# The Crest
The Crest är en bergstopp i Antarktis. Den ligger i Västantarktis. Argentina, Chile och Storbritannien gör anspråk på området. Toppen på The Crest är 125 meter över havet.
Terrängen runt The Crest är kuperad västerut, men åt sydost är den platt. Havet är nära The Crest åt nordost. Trakten är glest befolkad. Närmaste befolkade plats är Esperanza Base, 0,81 kilometer nordväst om The Crest.